# Въргов дол
Въргов дол е село в Южна България. То се намира в община Мадан, област Смолян.

## География
Село Въргов дол се намира в планински район.